# Statthalter (Schleswig-Holstein)
Die Statthalter von Schleswig-Holstein (lat. produx cimbricus), oder auch Gouverneure von Schleswig-Holstein, waren die Stellvertreter der dänischen Könige in den königlich regierten Teilen der beiden Herzogtümer.

## Hintergrund

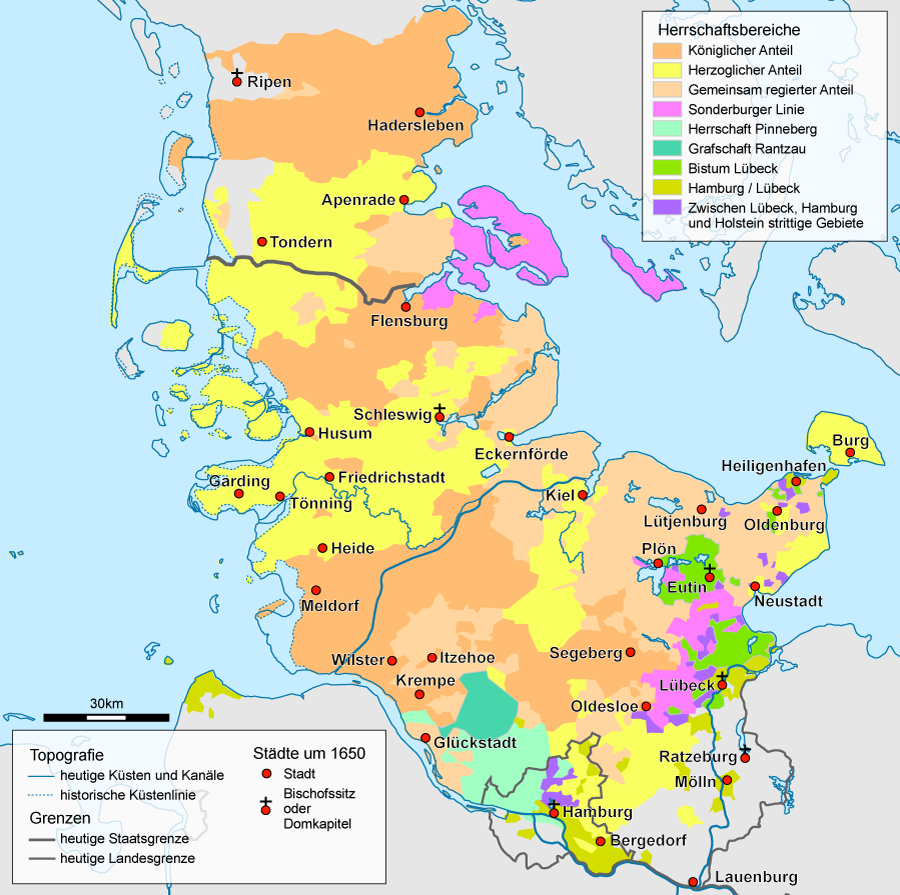
Schleswig und Holstein um 1650. Die Statthalter wurden durch die dänische Krone als Verwalter des königlichen Anteils eingesetzt

Schleswig-Holstein war seit dem Mittelalter ein Flickenteppich von kleineren Verwaltungseinheiten, sogenannten Ämtern, die verschiedenen Landesherren gehörten. Das nördliche Herzogtum Schleswig war ein Lehen der dänischen Könige, das südliche Herzogtum Holstein dagegen ein Lehen der römisch-deutschen Kaiser. Für das Herzogtum Schleswig waren von jeher die sogenannten Jarle als Verwalter eingesetzt, zumeist Mitglieder der dänischen Königsfamilie. Durch Erbschaften und Tauschgeschäfte wurden die beiden Herzogtümer im Laufe der Jahrhunderte miteinander verwoben. Das dänische Königshaus erhielt – zusätzlich zur eigenen Hoheit über Schleswig – die Herzogswürde über Holstein; der jeweilige dänische König war also auch in Personalunion ein Herzog innerhalb des deutschen Staatenverbundes.
1544 vergab König Christian III. seinen Brüdern Johann II. und Adolf I. eigene Herrschaften in Schleswig und Holstein, wodurch weitere Teilherzogtümer begründet wurden, Schleswig-Holstein-Gottorf und Schleswig-Holstein-Hadersleben, das nach dem Tode des kinderlosen Johann II. 1580 wieder den anderen beiden Anteilen zugeschlagen wurde. Seit 1544 war Schleswig-Holstein also aufgeteilt in einen königlich regierten Anteil und einen herzoglich regierten Anteil. Sonderrollen nahmen das eigenständige Hochstift Lübeck, bis 1640 die Grafschaft Holstein-Pinneberg, die abgeteilten Herzogtümer wie Schleswig-Holstein-Sonderburg oder Schleswig-Holstein-Plön und das damals nicht zu Schleswig-Holstein gehörende Herzogtum Lauenburg ein.
Nicht zu verwechseln mit diesen Statthaltern ist die schleswig-holsteinische Statthalterschaft von 1849 bis 1851. Dabei handelte es sich um eine Regierung, die von der gesamtdeutschen Zentralgewalt eingesetzt worden war.

## Die Statthalter
Während die Landesherren des herzoglichen Anteils (oder auch des gottorfschen Anteils) die Herzöge von Schleswig-Holstein-Gottorf waren, blieb der Landesherr des königlichen Anteils der jeweilige dänische König, der für die Verwaltung seiner Gebiete einen sogenannten Statthalter einsetzte. Das Amt des Statthalters war die höchstrangige Stellung innerhalb des königlichen Anteils. Es wurde zumeist an Familienmitglieder verliehen oder als Würdigung für besondere Verdienste. Die Statthalter hatten umfangreiche Befugnisse und saßen seit 1648 den Kanzlern der Regierungs- und Justizkanzlei vor, die in Flensburg gegründet und bereits 1649 nach Glückstadt verlegt wurde.

## Statthalter in Schleswig-Holstein
Zu den Statthaltern Schleswig-Holsteins zählten unter anderem:
- Bertram von Ahlefeldt
- Carl von Ahlefeldt
- Friedrich von Ahlefeldt
- Friedrich von Ahlefeldt (Kohøved)
- Otto Carl von Callenberg
- Hans Heinrich Kielman von Kielmansegg
- Andreas Fuchs
- Gebhard Ulrich von Perckentin
- Heinrich Rantzau
- Gerhard Rantzau
- Christian zu Rantzau
- Detlev zu Rantzau
- Friedrich Ernst von Brandenburg-Kulmbach
- Friedrich Ludwig von Dehn
- Karl von Hessen-Kassel
- Friedrich von Hessen-Kassel
- Friedrich Emil August von Schleswig-Holstein-Sonderburg-Augustenburg